# جون سبرنت
جون سبرنت (بالإنجليزية: John Sprent)‏ هو طبيب بيطري أسترالي، ولد في 1915، وتوفي في 2010.